# Отац војника (филм)
Отац војника (груз. ჯარისკაცის მამა, рус. Отец солдата) је совјетски (Грузијска ССР) дугометражни играни филм из 1964. године, у режији грузијског режисера Резе Чхаидзеа. Главну улогу игра Серго Закариадзе, док је сценариста филма Сулико Жгенти. Радња филма је смјештена у период Другог свјетског рата.

## Радња
Старији грузијски сељак Георгије (Серго Закариадзе), у току Другог свјетског рата, полази на дуг пут у посјету рањеном сину, борцу тенкисти, у болницу у удаљеном граду. Стигавши у болницу сазнаје да му је син отпуштен из болнице и враћен на фронт. Са жељом да пронађе сина, сам постаје војник и прикључује се Црвеној армији у њеном походу на Берлин...